# 雲峰二型飛彈
雲峰二型飛彈是中華民國雲峰飛彈的升级版，也是目前國家中山科學研究院研製的飛彈中射程最遠、彈體最大的飛彈。雲峰飛彈本体类似加大版的雄風三型反艦飛彈，以冲压引擎为主体，加上長约1.2公尺单节推进火箭长约14公尺，射程逾2,000公里
。